# Pomme Noire (manzana)
Pomme Noire es el nombre de una variedad cultivar de manzano (Malus domestica),una variedad de manzana antigua de la región francesa de Sarthe. Las frutas tienen una pulpa dulce de color verde pálido con un sabor dulce.

## Sinonimia
- "Violette Glacée",
- "Black Apple" ,
- "Black American",
- "Schwarz Schillender Kohlapfel".[5]

## Historia
'Pomme Noire' es una variedad de manzana antigua de principios del siglo XIX, originaria de Francia. Se ha utilizado durante generaciones como manzana fresca de mesa debido a su buena conservación.
'Pomme Noire' fue recibida por el « National Fruit Trials » ("Pruebas Nacionales de Frutas") en 1973, procedente de Francia. 
Se cultiva en la National Fruit Collection desde 1973, con el número de accesión: 1973-118 y nombre de accesión: Pomme Noire.

## Características

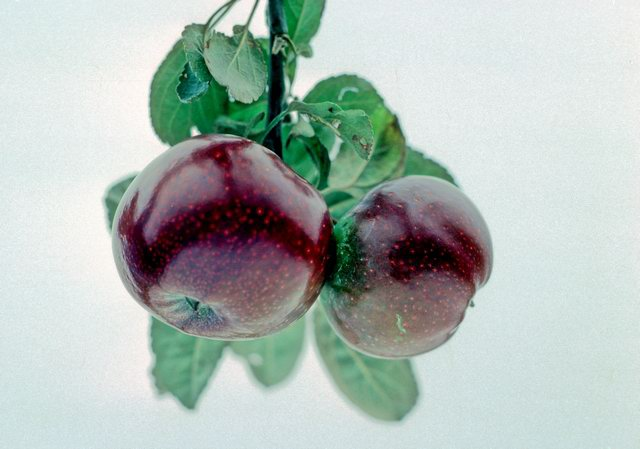
La manzana 'Pomme Noire' en el árbol.

'Pomme Noire' es un árbol medianamente vigoroso que presenta vecería en sus cosechas. Tiene un tiempo de floración que comienza a partir del 29 de abril con un 10% de floración, alcanza una floración completa (80%) para el 3 de mayo, y para el 12 de mayo tiene un 90% de caída de pétalos.
'Pomme Noire' tiene un tamaño de fruto mediano, forma redonda a redondo cónica, con nervaduras y corona débiles. La epidermis tiene un color de fondo verde, aunque este se observa solamente donde la manzana ha estado completamente protegida del sol. El sobre color es muy pronunciado, de color rojo muy oscuro que se desvanece a oliva y se marca intensamente con la luz del sol. Presenta numerosas lenticelas de un tono ligeramente más claro que el resto del sobre color, y un ruginoso-"russeting" (pardeamiento áspero superficial que presentan algunas variedades) muy débil o ausente. El pedúnculo es corto y delgado, no sobresale de la cavidad peduncular; la anchura de la cavidad peduncular es medianamente estrecha, con una profundidad también mediana. La anchura de la cavidad calicina es estrecha y de profundidad media, con un ojo de tamaño mediano y cerrado. La carne es de color verde pálido, de textura firme y crujiente, con un sabor dulce.
El tiempo de cosecha comienza a finales de octubre. Se conserva bien durante cuatro meses en frigorífico.

## Uso
Se usa como manzana fresca de postre por su sabor dulce agradable.

## Ploidismo
Diploide. Autofértil, en los cultivos se utiliza un polinizador compatible del Grupo B. Día 4.